# Leonid Teliatnikov
Leonid Petrovich Teliatnikov (en ucraniano: Леонід Петрович Телятніков; n. 25 de enero de 1951 en Vvedenka, Kostanay - f. 2 de diciembre de 2004 en Kiev, Kiev) fue el jefe de departamento de bomberos y el líder del equipo durante la crisis de Chernóbil en la madrugada del 26 de abril de 1986. A pesar de los peligros radiológicos, tanto él como sus hombres, no contaron con la equipación apropiada para hacer frente al incendio tras la explosión del reactor n.º 4. En consecuencia, recibió 4 grays de radiación.
De acuerdo con una fuente, Teliatnikov y sus subordinados tuvieron que ascender hasta el tejado del reactor dañado e intentar que las llamas no llegasen al reactor adyacente. Aunque tuvieron que esperar a los refuerzos que venían desde Kiev, puesto que el esfuerzo resultó ser titánico. Otra fuente apuntaba a que subió al reactor n.º 3, donde había cinco incendios. Aun así, dicho reactor siguió operativo. Las prioridades de los hombres fueron: extinguir las llamas del tejado dañado y de las salas de máquinas.
En 1987 le fue concedido el premio de Héroe de la Unión Soviética. Mismo galardón que obtuvieron dos de sus hombres a nivel póstumo: Volodymyr Pravyk y Viktor Kibenok, fallecidos dos semanas después del desastre por síndrome de irradiación aguda.
A posteriori continuaría prestando sus servicios en los Ministerios del Interior de la Unión Soviética y de Ucrania tras la caída del régimen soviético. En 1998, dirigiría el Departamento de Voluntarios de Kiev y establecería el "programa júnior"
En 2004 falleció en Kiev a los 53 años. La causa de su fallecimiento se cree que pudo deberse bien por hepatitis B o por cáncer a causa de la radiación, por lo que aparece como una de las víctimas de Chernóbil. Sus restos descansan en el cementerio de Baikove, donde se erigió un monumento a su memoria.